# (1515) Perrotin
(1515) Perrotin – planetoida z pasa głównego asteroid okrążająca Słońce w ciągu 4 lat i 46 dni w średniej odległości 2,57 au. Została odkryta 15 listopada 1936 roku w Observatoire de Nice przez André Patry. Nazwa planetoidy pochodzi od Henriego Perrotina (1845-1904), francuskiego astronoma. Przed nadaniem nazwy planetoida nosiła oznaczenie tymczasowe (1515) 1936 VG.